# Pseudosclerodomus
Pseudosclerodomus is een mosdiertjesgeslacht uit de familie van de Romancheinidae en de orde Cheilostomatida. De wetenschappelijke naam ervan is in 1985 voor het eerst geldig gepubliceerd door d'Hondt & Schopf.

## Soorten
- Pseudosclerodomus buskiana Gordon, 1988
- Pseudosclerodomus lagaaiji (d'Hondt, 1975)
- Pseudosclerodomus pseudoreticulatus (d'Hondt & Schopf, 1985)
- Pseudosclerodomus redieri (d'Hondt, 1975)
- Pseudosclerodomus reticulatus (Busk, 1884)